# Vicoforte
Vicoforte (piemontiul: Vi) település Olaszországban, Piemont régióban, Cuneo megyében. Lakosainak száma 3174 fő (2023. január 1.). Vicoforte Monastero di Vasco, Mondovì, Niella Tanaro, San Michele Mondovì, Torre Mondovì, Briaglia és Montaldo di Mondovì községekkel határos.

## Népesség
A település lakossága az elmúlt években az alábbi módon változott:
| Lakosok száma | 3153 | 3129 | 3174 |
|               | 2016 | 2018 | 2023 |